# Marshall megye (Indiana)
Marshall megye az Amerikai Egyesült Államokban, azon belül Indiana államban található. Megyeszékhelye és legnagyobb városa Plymouth. Lakosainak száma 46 095 fő (2020. április 1.). Marshall megye Saint Joseph, Elkhart, Kosciusko, Fulton, Pulaski és Starke megyékkel határos.

## Népesség
A megye népességének változása:
| Lakosok száma | 47 008 | 47 005 | 47 035 | 47 109 | 46 857 | 46 095 |
|               | 2010   | 2011   | 2012   | 2013   | 2015   | 2020   |